# Филип (Брабант)
Вижте пояснителната страница за други личности с името Филип.
Филип дьо Сен-Пол  (на френски: Philippe de Saint-Pol, Philippe de Bourgogne, *, †) от род младия Дом Бургундия е граф на Сен-Пол и Лини (1415 – 1430) и от 1427 до 1430 г. херцог на Брабант и херцог на Лимбург, маркграф на Антверпен.

## Биография
Роден е на 25 юли 1404 година. Той е вторият син на херцог Антон († 1415) и първата му съпруга Йохана от Люксембург-Сен-Пол († 1407).
През 1417 г. той се бие при чичо му Жан Безстрашни, херцог на Бургундия, против арманяките, и през 1419 г. след превземането на Париж е номиниран от него на Capitaine de Paris, военен управител на града.
Когато се приготвя да пътува до Светите земи, брат му Жан IV умира през 1427 г. и му оставя херцогствата Брабант и Лимбург.
Филип умира на 4 август 1430 година в Льовен на 26-годишна възраст преди сватбата му с Йоланда Анжуйска, дъщеря на херцог Луи II от Анжу и на Йоланда Арагонска. Понеже няма брачни деца неговият братовчед Филип Добрия става негов наследник като херцог на Брабант и Лимбург. Графствата Лини и Сен-Пол отиват на майка му, която ги предписва на нейните племенници Петер I от Люксембург и Жан II от Люксембург.

## Деца
Филип дьо Сент-Пол и Барбара Фиренс имат пет деца:
- Антон († 1498), бастард от Брабант
- Филип († 1465), барон на Cruybeke, ∞ 1463 Анна дьо Баенст († 1485)
- Жан († 1495), бастард от Брабант, епископ на Соасон
- Вилхелм, бастард от Брабант
- Изабела, бастардка от Брабант, ∞ Филип дьо Vieville